# Campeonato Mundial de Basquetebol Masculino de 2002
O Campeonato Mundial de Basquetebol Masculino de 2002 foi a 14ª edição do Campeonato Mundial de Basquetebol. Foi disputado em Indianápolis, Indiana, Estados Unidos, de 29 de agosto a 8 de setembro de 2002, organizado pela Federação Internacional de Basquetebol (FIBA) e pela Federação Estadunidense de Basquetebol. 

## Locais de Competição
| Indianápolis                          | Indianápolis                |
| ------------------------------------- | --------------------------- |
| Conseco Fieldhouse Capacidade: 18,345 | RCA Dome Capacidade: 57,980 |
|                                       |                             |

## Equipes Participantes
As seguintes seleções competiram:
| Grupo A                          | Grupo B                          | Grupo C                               | Grupo D                                  |
| -------------------------------- | -------------------------------- | ------------------------------------- | ---------------------------------------- |
| Angola Canadá Espanha Iugoslávia | Brasil Líbano Porto Rico Turquia | Argélia China Alemanha Estados Unidos | Argentina Nova Zelândia Rússia Venezuela |

## Fase Preliminar

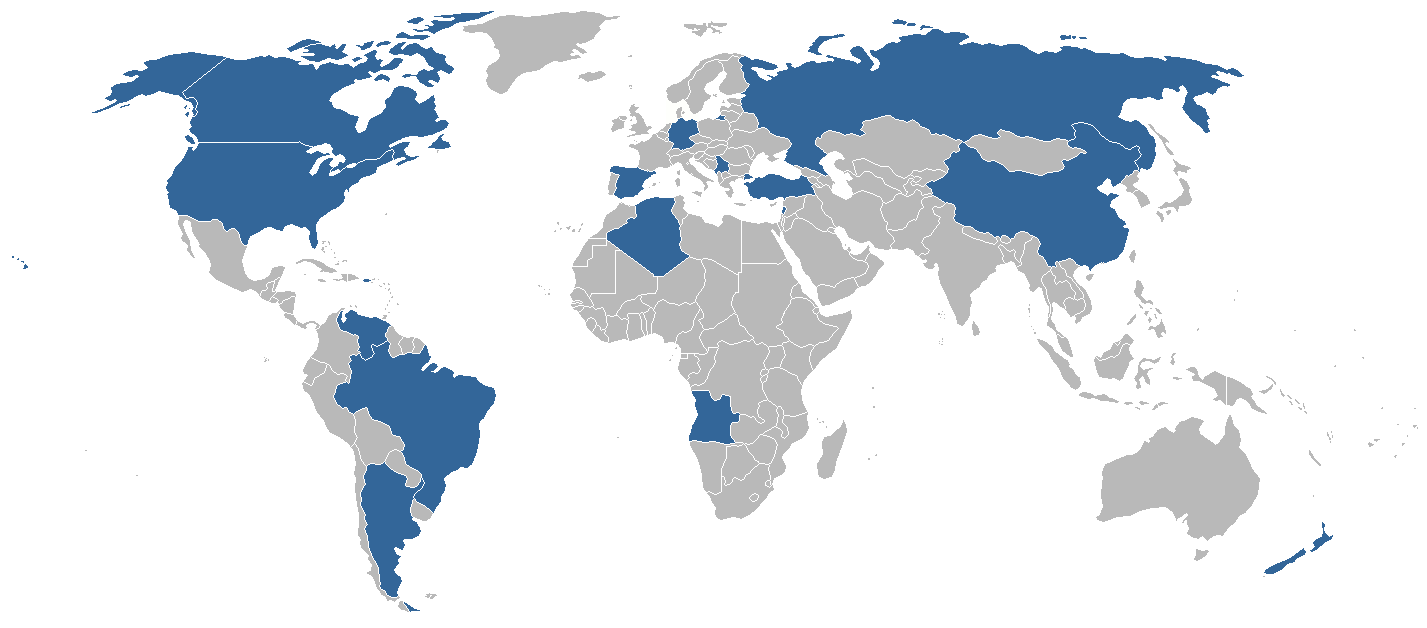
Equipes Participantes

Os três primeiros de cada grupo avançam à Segunda Fase, formando o Grupo E e o Grupo F. O quarto colocado vai para a Disputa do 13º ao 16º lugar.

### Grupo A
| Time       | Pts | J | V | D | PP  | PC  | SP  |
| ---------- | --- | - | - | - | --- | --- | --- |
| Espanha    | 6   | 3 | 3 | 0 | 244 | 178 | +66 |
| Iugoslávia | 5   | 3 | 2 | 1 | 269 | 205 | +64 |
| Angola     | 4   | 3 | 1 | 2 | 202 | 275 | -73 |
| Canadá     | 3   | 3 | 0 | 3 | 199 | 256 | -57 |

29 de agosto de 2002
| Iugoslávia | 113–63 | Angola  | Conseco Fieldhouse |
| Canadá     | 54–85  | Espanha | Conseco Fieldhouse |

30 de agosto de 2002
| Angola  | 84–74 | Canadá     | RCA Dome |
| Espanha | 71–69 | Iugoslávia | RCA Dome |

31 de agosto de 2002
| Angola | 55–88 | Espanha    | RCA Dome           |
| Canadá | 71–87 | Iugoslávia | Conseco Fieldhouse |

### Grupo B
| Time       | Pts | J | V | D | PP  | PC  | SP  |
| ---------- | --- | - | - | - | --- | --- | --- |
| Brasil     | 6   | 3 | 3 | 0 | 280 | 245 | +35 |
| Porto Rico | 5   | 3 | 2 | 1 | 263 | 242 | +21 |
| Turquia    | 4   | 3 | 1 | 2 | 268 | 246 | +22 |
| Líbano     | 3   | 3 | 0 | 3 | 230 | 308 | –78 |

29 de agosto de 2002
| Brasil     | 102–73 | Líbano  | RCA Dome |
| Porto Rico | 78–75  | Turquia | RCA Dome |

30 de agosto de 2002
| Líbano  | 77–99 | Porto Rico | Conseco Fieldhouse |
| Turquia | 86–88 | Brasil     | Conseco Fieldhouse |

31 de agosto de 2002
| Líbano     | 80–107 | Turquia | Conseco Fieldhouse |
| Porto Rico | 86–90  | Brasil  | Conseco Fieldhouse |

### Grupo C
| Time           | Pts | J | V | D | PP  | PC  | SP  |
| -------------- | --- | - | - | - | --- | --- | --- |
| Estados Unidos | 6   | 3 | 3 | 0 | 298 | 212 | +86 |
| Alemanha       | 5   | 3 | 2 | 1 | 277 | 250 | +27 |
| China          | 4   | 3 | 1 | 2 | 237 | 254 | –17 |
| Argélia        | 3   | 3 | 0 | 3 | 212 | 308 | –96 |

29 de agosto de 2002
| China          | 76–88  | Alemanha | RCA Dome |
| Estados Unidos | 110–60 | Argélia  | RCA Dome |

30 de agosto de 2002
| Alemanha | 87–104 | Estados Unidos | RCA Dome           |
| Argélia  | 82–96  | China          | Conseco Fieldhouse |

31 de agosto de 2002
| Argélia | 70–102 | Alemanha       | Conseco Fieldhouse |
| China   | 65–84  | Estados Unidos | RCA Dome           |

### Grupo D
| Time          | Pts | J | V | D | PP  | PC  | SP  |
| ------------- | --- | - | - | - | --- | --- | --- |
| Argentina     | 6   | 3 | 3 | 0 | 319 | 238 | +81 |
| Nova Zelândia | 5   | 3 | 2 | 1 | 273 | 278 | –5  |
| Rússia        | 4   | 3 | 1 | 2 | 248 | 259 | –11 |
| Venezuela     | 3   | 3 | 0 | 3 | 226 | 291 | –65 |

29 de agosto de 2002
| Nova Zelândia | 90–81  | Rússia    | Conseco Fieldhouse |
| Argentina     | 107–72 | Venezuela | Conseco Fieldhouse |

30 de agosto de 2002
| Venezuela | 85–98  | Nova Zelândia | RCA Dome           |
| Rússia    | 81–100 | Argentina     | Conseco Fieldhouse |

31 de agosto de 2002
| Venezuela     | 69–86  | Rússia    | RCA Dome |
| Nova Zelândia | 85–112 | Argentina | RCA Dome |

## Segunda Fase
Nesse estágio, os resultados da outra  fase foram combinados e equipes que se enfrentaram em grupos anteriores não se enfrentaram novamente.Os times que avançaram dos Grupos A e B compuseram o Grupo E e os classificados dos Grupos C e D formaram o Grupo F.
Os quatro primeiros de cada grupo avançaram à Fase Final, enquanto os dois últimos avançaram à Disputa do 9º ao 12º lugar. 

### Grupo E
| Time       | Pts | J | V | D | PP  | PC  | SP   |
| ---------- | --- | - | - | - | --- | --- | ---- |
| Porto Rico | 11  | 6 | 5 | 1 | 510 | 488 | +22  |
| Espanha    | 11  | 6 | 5 | 1 | 480 | 391 | +89  |
| Iugoslávia | 10  | 6 | 4 | 2 | 562 | 437 | +125 |
| Brasil     | 10  | 6 | 4 | 2 | 502 | 502 | 0    |
| Turquia    | 8   | 6 | 2 | 4 | 496 | 509 | –13  |
| Angola     | 7   | 6 | 1 | 5 | 438 | 537 | –99  |

# melhor no confronto direto
2 de setembro de 2002
| Porto Rico | 85–83 | Iugoslávia | Conseco Fieldhouse |
| Turquia    | 64–87 | Espanha    | RCA Dome           |
| Brasil     | 86–83 | Angola     | Conseco Fieldhouse |

3 de setembro 2002
| Angola     | 66–86 | Turquia    | Conseco Fieldhouse |
| Espanha    | 65–73 | Porto Rico | RCA Dome           |
| Iugoslávia | 90–69 | Brasil     | RCA Dome           |

4 de setembro de 2002
| Porto Rico | 89–87  | Angola     | RCA Dome           |
| Turquia    | 78–110 | Iugoslávia | Conseco Fieldhouse |
| Brasil     | 67–84  | Espanha    | RCA Dome           |

### Grupo F
| Time           | Pts | J | V | D | PP  | PC  | SP   |
| -------------- | --- | - | - | - | --- | --- | ---- |
| Argentina      | 12  | 6 | 6 | 0 | 587 | 466 | +121 |
| Estados Unidos | 11  | 6 | 5 | 1 | 605 | 443 | +162 |
| Alemanha       | 10  | 6 | 4 | 2 | 541 | 485 | +56  |
| Nova Zelândia  | 9   | 6 | 3 | 3 | 493 | 560 | –67  |
| Rússia         | 8   | 6 | 2 | 4 | 520 | 536 | –16  |
| China          | 7   | 6 | 1 | 5 | 464 | 538 | –74  |

2 de setembro de 2002
| Nova Zelândia | 64–84  | Alemanha       | RCA Dome           |
| Rússia        | 82–106 | Estados Unidos | Conseco Fieldhouse |
| Argentina     | 95–71  | China          | RCA Dome           |

3 de setembro de 2002
| China          | 68–95  | Rússia        | RCA Dome           |
| Estados Unidos | 110–62 | Nova Zelândia | Conseco Fieldhouse |
| Alemanha       | 77–86  | Argentina     | Conseco Fieldhouse |

4 de setembro de 2002
| Nova Zelândia | 94–88  | China          | Conseco Fieldhouse |
| Rússia        | 85–103 | Alemanha       | RCA Dome           |
| Argentina     | 87–80  | Estados Unidos | Conseco Fieldhouse |

## Fase Final
|  | Quartas de final                           | Quartas de final                           |                                            |          | Semifinais     | Semifinais     |  |  | Final                                      | Final |
|  |                                            |                                            |                                            |          |                |                |  |  |                                            |       |
|  | 5 de setembro de 2002 - RCA Dome           |                                            |                                            |          |                |                |  |  |                                            |       |
|  |                                            |                                            |                                            |          |                |                |  |  |                                            |       |
|  | Porto Rico                                 | 63                                         |                                            |          |                |                |  |  |                                            |       |
|  | Porto Rico                                 | 63                                         | 7 de setembro de 2002 - Conseco Fieldhouse |          |                |                |  |  |                                            |       |
|  | Nova Zelândia                              | 65                                         |                                            |          |                |                |  |  |                                            |       |
|  | Nova Zelândia                              | 65                                         | Nova Zelândia                              | 78       |                |                |  |  |                                            |       |
|  | 5 de setembro de 2002 - Conseco Fieldhouse |                                            | Nova Zelândia                              | 78       |                |                |  |  |                                            |       |
|  |                                            | Iugoslávia                                 | 89                                         |          |                |                |  |  |                                            |       |
|  | Iugoslávia                                 | Iugoslávia                                 | 89                                         | 81       |                |                |  |  |                                            |       |
|  | Iugoslávia                                 |                                            | 8 de setembro de 2002 - Conseco Fieldhouse | 81       |                |                |  |  |                                            |       |
|  | Estados Unidos                             | 78                                         |                                            |          |                |                |  |  |                                            |       |
|  | Estados Unidos                             | 78                                         | Iugoslávia}                                | 84 (PRO) |                |                |  |  |                                            |       |
|  | 5 de setembro de 2002 - Conseco Fieldhouse |                                            | Iugoslávia}                                | 84 (PRO) |                |                |  |  |                                            |       |
|  |                                            | Argentina                                  | 77                                         |          |                |                |  |  |                                            |       |
|  | Espanha                                    | Argentina                                  | 77                                         | 62       |                |                |  |  |                                            |       |
|  | Espanha                                    | 7 de setembro de 2002 - Conseco Fieldhouse |                                            | 62       |                |                |  |  |                                            |       |
|  | Alemanha                                   | 70                                         |                                            |          |                |                |  |  |                                            |       |
|  | Alemanha                                   | 70                                         | Alemanha                                   | 80       | Terceiro lugar | Terceiro lugar |  |  |                                            |       |
|  | 5 de setembro de 2002 - RCA Dome           |                                            | Alemanha                                   | 80       | Terceiro lugar | Terceiro lugar |  |  |                                            |       |
|  |                                            | Argentina                                  | 86                                         |          |                |                |  |  |                                            |       |
|  | Brasil                                     | Argentina                                  | 86                                         | 67       | Nova Zelândia  | 94             |  |  |                                            |       |
|  | Brasil                                     |                                            |                                            | 67       | Nova Zelândia  | 94             |  |  |                                            |       |
|  | Argentina                                  | 78                                         |                                            | Alemanha | 117            |                |  |  |                                            |       |
|  | Argentina                                  | 78                                         |                                            |          | 117            |                |  |  |                                            |       |
|  |                                            |                                            |                                            |          |                |                |  |  | 8 de setembro de 2002 - Conseco Fieldhouse |       |
|  |                                            |                                            |                                            |          |                |                |  |  |                                            |       |

## Classificação

### 5º ao 8º lugar
|  | 5º ao 8º lugar                             | 5º ao 8º lugar                             |    |                                            | 5º lugar                                   | 5º lugar |  |
|  |                                            |                                            |    |                                            |                                            |          |  |
|  | 6 de setembro de 2002 - Conseco Fieldhouse |                                            |    |                                            |                                            |          |  |
|  | Porto Rico                                 | 74                                         |    |                                            |                                            |          |  |
|  | Estados Unidos                             | 84                                         |    |                                            |                                            |          |  |
|  |                                            |                                            |    |                                            |                                            |          |  |
|  |                                            |                                            |    |                                            | 7 de setembro de 2002 - Conseco Fieldhouse |          |  |
|  |                                            |                                            |    |                                            | Estados Unidos                             | 75       |  |
|  |                                            | Espanha                                    | 81 |                                            |                                            |          |  |
|  |                                            |                                            |    |                                            |                                            |          |  |
|  |                                            |                                            |    |                                            |                                            |          |  |
|  |                                            |                                            |    |                                            | 7º lugar                                   |          |  |
|  | 6 de setembro de 2002 - Conseco Fieldhouse | 6 de setembro de 2002 - Conseco Fieldhouse |    | 7 de setembro de 2002 - Conseco Fieldhouse | 7 de setembro de 2002 - Conseco Fieldhouse |          |  |
|  | Espanha                                    | 105                                        |    | Porto Rico                                 | 91                                         |          |  |
|  | Brasil                                     | 89                                         |    |                                            | Brasil                                     | 84       |  |

### 9º ao 12º lugar
|  | Class9º ao 12º lugar                       | Class9º ao 12º lugar                       |    |                                            | 9º lugar                                   | 9º lugar |  |
|  |                                            |                                            |    |                                            |                                            |          |  |
|  | 6 de setembro de 2002 - Conseco Fieldhouse |                                            |    |                                            |                                            |          |  |
|  | Turquia                                    | 94                                         |    |                                            |                                            |          |  |
|  | China                                      | 86                                         |    |                                            |                                            |          |  |
|  |                                            |                                            |    |                                            |                                            |          |  |
|  |                                            |                                            |    |                                            | 7 de setembro de 2002 - Conseco Fieldhouse |          |  |
|  |                                            |                                            |    |                                            | Turquia                                    | 91       |  |
|  |                                            | Rússia                                     | 86 |                                            |                                            |          |  |
|  |                                            |                                            |    |                                            |                                            |          |  |
|  |                                            |                                            |    |                                            |                                            |          |  |
|  |                                            |                                            |    |                                            | 11º lugar                                  |          |  |
|  | 6 de setembro de 2002 - Conseco Fieldhouse | 6 de setembro de 2002 - Conseco Fieldhouse |    | 7 de setembro de 2002 - Conseco Fieldhouse | 7 de setembro de 2002 - Conseco Fieldhouse |          |  |
|  | Angola                                     | 66                                         |    | China                                      | 84                                         |          |  |
|  | Rússia                                     | 77                                         |    |                                            | Angola                                     | 96       |  |

### 13º ao 16º lugar
|  | 13º ao 16º lugar                           | 13º ao 16º lugar                           |    |                                  | 13º lugar                                  | 13º lugar |  |
|  |                                            |                                            |    |                                  |                                            |           |  |
|  | 2 de setembro de 2002 - RCA Dome           |                                            |    |                                  |                                            |           |  |
|  | Canadá                                     | 91                                         |    |                                  |                                            |           |  |
|  | Líbano                                     | 67                                         |    |                                  |                                            |           |  |
|  |                                            |                                            |    |                                  |                                            |           |  |
|  |                                            |                                            |    |                                  | 3 de setembro de 2002 - Conseco Fieldhouse |           |  |
|  |                                            |                                            |    |                                  | Canadá                                     | 98        |  |
|  |                                            | Venezuela                                  | 97 |                                  |                                            |           |  |
|  |                                            |                                            |    |                                  |                                            |           |  |
|  |                                            |                                            |    |                                  |                                            |           |  |
|  |                                            |                                            |    |                                  | 15º lugar                                  |           |  |
|  | 2 de setembro de 2002 - Conseco Fieldhouse | 2 de setembro de 2002 - Conseco Fieldhouse |    | 2 de setembro de 2002 - RCA Dome | 2 de setembro de 2002 - RCA Dome           |           |  |
|  | Argélia                                    | 83                                         |    | Líbano                           | 70                                         |           |  |
|  | Venezuela                                  | 98                                         |    |                                  | Argélia                                    | 100       |  |

## Prêmios
| MVP do Torneio |
| -------------- |
| Dirk Nowitzki  |

| MVP da Final   |
| -------------- |
| Dejan Bodiroga |

## Classificação Final
| Posição | Time           | Desempenho |
| ------- | -------------- | ---------- |
| 1       | Iugoslávia     | 7-2        |
| 2       | Argentina      | 8-1        |
| 3       | Alemanha       | 6-3        |
| 4       | Nova Zelândia  | 4-5        |
| 5       | Espanha        | 7-2        |
| 6       | Estados Unidos | 6-3        |
| 7       | Porto Rico     | 6-3        |
| 8       | Brasil         | 4-5        |
| 9       | Turquia        | 4-4        |
| 10      | Rússia         | 3-5        |
| 11      | Angola         | 2-6        |
| 12      | China          | 1-7        |
| 13      | Canadá         | 2-3        |
| 14      | Venezuela      | 1-4        |
| 15      | Argélia        | 1-4        |
| 16      | Líbano         | 0-5        |

## Seleção do Campeonato
| Armador                          | Pivô     | Ala                        |
| -------------------------------- | -------- | -------------------------- |
| Manu Ginobili Predrag Stojaković | Yao Ming | Dirk Nowitzki Pero Cameron |

## Maiores Pontuadores (Média por Jogo)
1. Dirk Nowitzki (Alemannha) 24
2. Victor Díaz (Venezuela) 22
3. Yao Ming (China) 21
4. Marcelinho Machado (Brasil) 20.8
5. Paul Pierce (EUA) 19.7
6. Pau Gasol (Espanha) 19.1
7. Larry Ayuso (Porto Rico) 18.7
8. Predrag Stojaković (Iugoslávia) 18.7
9. Phill Jones (Nova Zelândia) 18.2
10. Fadi El Khatib (Líbano) 17.6